# Мессинг, Станислав Адамович
Станислав Адамович Мессинг (1890, Варшава — 2 сентября 1937, Москва) — советский партийный и государственный деятель, один из руководителей органов ВЧК-ОГПУ. Председатель ПетроЧК- ПП ОГПУ по Ленинградскому округу (1921—1929). 2-й заместитель председателя ОГПУ СССР (1929—1931). Член Центральной контрольной комиссии ВКП(б) (1930—1934). Расстрелян в «особом порядке», реабилитирован посмертно.

## Биография

### Ранние годы
Родился в еврейской семье музыканта и акушерки. Из-за материальных трудностей окончил только 4 класса гимназии, после чего учился на слесаря и рано начал трудовую деятельность в типографии. В 1908 году вступил в социал-демократическую партию Польши, где познакомился с Феликсом Дзержинским и Иосифом Уншлихтом, оказавшими ему протекцию после Октября 1917 года. Был несколько раз арестован, сидел в Варшавской крепости, в том же году осуждён к административной высылке в Бельгию, где добывал средства к существованию как чернорабочий на различных предприятиях. В 1911 году вернулся на родину, продолжал участвовать в деятельности партии. Снова был арестован, но вскоре выпущен на свободу.
В 1913 году был призван в Русскую императорскую армию, служил в Туркестане, рядовым 17-го Туркестанского полка (с 1914 года — Кавказский фронт). В 1917 году был избран членом полкового солдатского комитета.

### Служебная карьера
С весны 1917 года — в Москве. Участвовал в уличных волнениях, сразу после Октябрьского переворота был назначен секретарём Сокольнического исполкома и председателем Сокольнической районной ЧК. С декабря 1918 года — заведующий секретно-оперативным отделом Московской ЧК, в июле 1920 года утверждён членом коллегии ВЧК. 3 января 1921 года назначен председателем Московской ЧК.
В ноябре 1921 года Дзержинский назначил Мессинга председателем Петроградской ЧК для укрепления влияния власти в районе. Находясь на службе, Мессинг вступил в конфликт с Г. Е. Зиновьевым и получал достаточно нелестные отзывы и обвинения в слабости работы ГПУ от последнего. Подавал рапорты с просьбой о переброске в другое место, тем не менее, работал в Петрограде до 1929 года. С октября 1922 года одновременно командующий войсками ГПУ Петроградского округа, затем — руководитель Ленинградского ОГПУ и заместитель Председателя ОГПУ СССР. В этой должности проводил ряд операций по выявлению эмигрантской и белогвардейской агентуры, а также по устранению политических противников режима. 26 сентября 1926 года на Мессинга было совершено покушение в его собственном кабинете. 18-летний безработный из Харькова Анатолий Труба несколько раз выстрелил из револьвера, но промахнулся; был схвачен и спустя некоторое время расстрелян, а Мессинг вскоре получил орден Красного Знамени. Помимо этого, в 1926—1927 годах был членом Северо-Западного бюро ЦК ВКП(б).
С 27 октября 1929 по 31 июля 1931 года — 2-й заместитель председателя ОГПУ, СССР, возглавлял ИНО ОГПУ, являлся одним из наиболее близких соратников Менжинского, главы ОГПУ в то время. На этом посту Мессинг вместе с рядом руководящих сотрудников выступил против Генриха Ягоды, фабриковавшим дело «Весна», что, вероятно, отрицательно сказалось на карьере Мессинга. В июле 1931 года был освобождён от занимаемой должности с формулировкой:

за совершенно нетерпимую групповую борьбу против руководства ОГПУ, распространение совершенно несоответствующих действительности разлагающих слухов о том, что дело о вредительстве в военном ведомстве является «дутым делом», расшатывание железной дисциплины среди работников ОГПУ
Мессинг был в числе группы руководящих чинов ОГПУ СССР (Я. К. Ольский, И. А. Воронцов, Л. Н. Бельский, Е. Г. Евдокимов), которые выступили против крупномасштабной фальсификации т. н. дела «Весна», которое фабриковалось в Киеве местными начальниками Особого отдела и которое первый заместитель В. Р. Менжинского Г. Г. Ягода считал целесообразным распространить на всю страну («очистив Красную Армию от бывших белых офицеров и генералов»), получив при этом поддержку Сталина. По одной из версий, поводом для смещения С. А. Мессинга в 1931 году стал личный конфликт с К. Е. Ворошиловым.
«Ворошилову подослали артистку. Он искренно увлекся ею. И вдруг узнал, что она просто-напросто следит за ним. Ворошилов отправился на квартиру к заместителю председателя ГПУ, Мессингу, избил его, а потом потребовал у Политбюро его немедленной отставки. Ворошилов — сила. Мессинг вылетел в 24 часа».
Примерно в то же время на С. А. Мессинга оказывалось давление и другими способами. Например, С. В. Дмитриевский упоминает о случае, относящемся к 1930—нач. 1931 года.
«Волна террористических актов, пронесшаяся над Россией в последнем году, сильно подействовала на правительство. Прежде больше надеялись на ГПУ, на общую запуганность населения, А теперь . . . Разве не убили у входа в само ГПУ, среди бела дня, брата заместителя председателя этого учреждения, Мессинга? И убийцы скрылись, их так и не нашли».
После увольнения из органов ОГПУ СССР был переведён на руководящую должность в НК внешней торговли. В октябре 1931 года был назначен председателем президиума Всесоюзной торговой палаты и в этом качестве работал до 1934 года. В 1934 году был направлен в Монголию, где в течение 1934—1935 гг. исполнял обязанности председателя Советско-Монгольско-Тувинской торговой палаты НКВТ СССР, был уполномоченным СТО СССР в Таджикистане, председателем правления ВО «Совмонгтувторг». В 1935 году вновь вернулся на должность председателя президиума Всесоюзной торговой палаты СССР.
15 июня 1937 года был арестован по обвинению в «шпионаже в пользу Польши» (участие в подпольной организации Польская Организация Войскова) в рамках намеченной польской операции НКВД СССР. Внесен в Сталинский расстрельный список в «особом порядке» за 31 августа 1937 года («за» 1-ю категорию Сталин, Молотов, Ворошилов, Жданов, Каганович). 2 сентября 1937 года расстрелян вместе с Р. А. Пилляром, В. И. Гурским, П. И. Корнелем, Я. М. Бодеско-Михали и др. После расстрела фигуранты списка были первыми захороненными на спецобъекте НКВД «Коммунарка».
Реабилитирован посмертно 6 октября 1956 года ВКВС СССР.

## Мнения
Партийная характеристика за 1923 год: 

Умеет ориентироваться в политической обстановке, умеет владеть собой, особых достоинств и недостатков нет, как администратор — хорош, а организатор — слаб, не умеет признавать свои ошибки.

## Награды
- Орден Красного Знамени (1926)[9]
- Знак «Почетный работник ВЧК-ГПУ (V)» № 13 (1922)[2]